# Occità antic
L'occità antic (occità: occitan ancian), també dit romanç o provençal antic, va ser la primera forma de les llengües occitanoromàniques; és atestat en escrits que daten del segle viii al XIV. L'antic occità generalment inclou l'occità dels inicis i l'occità antic. L'occità dels segles posteriors també de vegades s'inclou en l'occità antic, o bé en l'occità mitjà. Com que el terme occitanus aparegué al voltant de l'any 1300, l'occità antic també és dit "romanç" (occità antic: romans) o "provençal" (occità antic: proensals) en texts medievals.

## Història
Entre els testimoniatges més antics de l'occità, hi ha Tomida femina, la Boecis, i la Cançó de Santa Fe. El català va divergir de l'occità antic entre els segles XI i XIV. Els texts primers del "dialecte català" (en el sistema lingüístic occitanocatalà) són les Homilies d'Organyà i els Greuges de Guitard Isarn. L'occità antic, llengua dels trobadors, va ser la primera llengua romànica amb un corpus literari i una enorme influència en el desenvolupament de la poesia lírica en altres idiomes europeus. El punt volat era una de les marques distintives de la llengua, i sobreviu avui en català i gascó.

## Fonologia
L'occità antic va canviar i evolucionar bastant durant la seua història; ara bé, el sistema de sons se'n pot resumir d'aquesta manera:

### Consonants
|           | Bilabial | Labio- dental | Dental/ alveolar | Postalveolar/ palatal | Velar |
| --------- | -------- | ------------- | ---------------- | --------------------- | ----- |
| Nasal     | m        |               | n                | ɲ                     |       |
| Plosiva   | p b      |               | t d              |                       | k ɡ   |
| Fricativa |          | f v           | s z              |                       |       |
| Africada  |          |               | ts dz            | tʃ dʒ                 |       |
| Lateral   |          |               | l                | ʎ                     |       |
| Trill     |          |               | r                |                       |       |
| Vibrant   |          |               | ɾ                |                       |       |

Notes:
- <ch> es creu que representava l'africada [tʃ]; però, com que la grafia sovint alternava amb <c>, podria haver representat també [k].
- La <g> final pot de vegades representar [tʃ], com en gaug "goig" (també escrit gauch).
- La <z> intervocàlica podia representar tant [z] com [dz].
- La <j> podia representar tant [dʒ] com [j].

### Vocals

#### Monoftongs
|              | Anteriors | Posteriors |
| ------------ | --------- | ---------- |
| Tancades     | i y       | u          |
| Mig tancades | e         | (o)        |
| Mig obertes  | ɛ         | ɔ          |
| Obertes      | a         | ɑ          |

Notes:
- [o] aparentment es va tancar en [u] entre el segle xii i XII; tanmateix, la grafia no en canvià, així: flor /fluɾ/.[7]
- Les vocals mitjanes [ɛ] i [ɔ] apareixen com a al·lòfons de /e/ i /u/ respectivament en certes circumstàncies en síl·labes accentuades. [no, són veritables fonemes : pel /pel/ pèl ~ pèl (grafia moderna) /pɛl/ pell]

#### Diftongs i triftongs
| IPA                                                      | Exemple    | Significació |
| decreixent                                               | decreixent | decreixent   |
| -------------------------------------------------------- | ---------- | ------------ |
| /aj/                                                     | paire      | pare         |
| /aw/                                                     | autre      | altre        |
| /uj/                                                     | conoiser   | conèixer     |
| /uw/                                                     | dous       | dolç         |
| /ɔj/                                                     | pois       | puix         |
| /ɔw/                                                     | mou        | mou          |
| /ej/                                                     | vei        | veig         |
| /ew/                                                     | beure      | beure        |
| /ɛj/                                                     | seis       | sis          |
| /ɛw/                                                     | breu       | breu         |
| /yj/                                                     | cuid       | crec         |
| /iw/                                                     | estiu      | estiu        |
| creixent                                                 |            |              |
| /jɛ/                                                     | miels      | millor       |
| /wɛ/                                                     | cuelh      | cull, acull  |
| /wɔ/                                                     | cuolh      | cull, acull  |
| l'accent dels triftongs sempre recau en la vocal del mig |            |              |
| /jɛj/                                                    | lieis      | seva         |
| /jɛw/                                                    | ieu        | jo           |
| /wɔj/                                                    | nuoit      | nit          |
| /wɛj/                                                    | pueis      | puix         |
| /wɔw/                                                    | uou        | ou           |
| /wɛw/                                                    | bueu       | bou          |

## Extractes
- De Bertran de Born Ab joi mou lo vers e·l comens (ca. 1200, traducció anglesa de James H. Donalson):

| « | Bela Domna·l vostre cors gens E·lh vostre bel olh m'an conquis, E·l doutz esgartz e lo clars vis, E·l vostre bels essenhamens, Que, can be m'en pren esmansa, De beutat no·us trob egansa: La genser etz c'om posc'e·l mon chauzir, O no·i vei clar dels olhs ab que·us remir. | Bella dama/dona, el vostre cos gentil I els vostres bells ulls m'han conquerit, i els vostre dolç esguard i clar visatge i tota la vostra bella natura que, si volgués fer-ne semblança, en bellesa no us trobo parió: plaent que es trobi al món o no hi veig clar amb els ulls si no us torno a mirar. | » |